# Kilbowie Park
Le Kilbowie Park (aussi parfois appelé New Kilbowie Park) est un ancien stade de football construit en 1939 et fermé en 1996, et situé à Clydebank.

## Histoire
De sa construction en 1939 à 1964, il est le stade de l'équipe écossaise de Clydebank Juniors qui évolue en ligues juniors.
En 1964, le club fusionne avec East Stirlingshire pour former ES Clydebank et rejoindre la Scottish Football League. La nouvelle équipe joue ses matches à Kilbowie, établissant cette année le record d'affluence avec 14 900 spectateurs le 10 février 1965 pour la venue d'Hibernian. L'éclairage nocturne est installé ce même mois et célébré par la venue des Anglais de Sunderland.
La fusion des deux clubs est annulée dès cette première saison mais Clydebank obtient le droit de continuer à jouer en Scottish Football League. À la suite de la promotion du club en Premier Division en 1977-78, une tribune couverte est installée, dont les coûts sont supportés par la vente aux Rangers de la star locale, Davie Cooper.
Pour se mettre en conformité avec les nouvelles règles de sécurité, des bancs en bois sont installés, réduisant la capacité à 9 950 places, ce qui fit de Kilbowie le premier stade en Écosse avec uniquement des places assises.
Le dernier match de compétition joué au Kilbowie fut une défaite 1-3 contre Hamilton Academical en 1996 mais le tout dernier fut le jubilé de Ken Eadie (en) contre les Rangers. La famille Steedman, propriétaire du stade, vendit le stade en 1997. Clydebank joua alors au Cappielow Park de Greenock et au Boghead Park de Dumbarton.
Clydebank avait alors le projet de faire construire un nouveau stade et le terrain avait même été acheté. Divers problèmes retardèrent cette entreprise et le club commença alors à péricliter jusqu'à être liquidé en 2002. La licence professionnelle du club est alors rachetée par Jim Ballantyne qui la transfère à Airdrie pour recréer Airdrieonians (qui venait lui aussi de connaître une dissolution) sous le nom temporaire d'Airdrie United FC. Clydebank FC est alors recrée par un trust de supporteurs, United Clydebank Supporters, en tant que club junior, qui joue au Holm Park de Yoker (en), un quartier excentré de Glasgow. 
Le Kilbowie Park, quant à lui, est racheté par Vico Properties plc, qui l'a remplacé par un centre commercial et des restaurants. À la suite de la démolition du stade, un seul des gravas occasionnés a été récupéré et conservé ; il est exposé au Scottish Football Museum d'Hampden Park.